# Seóirse Bodley
Seóirse Bodley (Dublin, 4 april 1933 – aldaar, 17 november 2023) was een Iers componist, muziekpedagoog en dirigent.

## Levensloop
Bodley studeerde aan de Royal Irish Academy of Music in zijn geboortestad bij onder anderen John F. Lachet. In 1955 behaalde hij zijn Bachelor of Music aan het University College Dublin. Van 1957 tot 1959 studeerde hij compositie bij Johann Nepomuk David en orkestdirectie bij Hans Müller-Kray en piano bij Alfred Krantz aan de Staatliche Hochschule für Musik und Darstellende Kunst Stuttgart. In 1960 promoveerde hij tot Doctor in Music aan de Ollscoil na hÉireann, Baile Átha Cliath - University College Dublin. In de jaren 1960 volgde hij enkele malen de Darmstädter Sommerkurse für Neue Musik.
Van 1959 tot zijn pensionering in 1998 was hij docent aan het Ollscoil na hÉireann, Baile Átha Cliath – University College Dublin. Intussen is hij professor emeritus aan de muziekafdeling aldaar.
In de jaren 1960 was hij dirigent van de Culwick Choral Society. In 1982 richtte hij met andere kunstenaars, schrijvers en componisten de Aosdána op, een vereniging voor de ontwikkeling van de Ierse kunst en cultuur. In november 1988 werd hij door de Ierse President Mary McAleese tot Saoi (wijze man) bekroond, de hoogste onderscheiding binnen de vereniging Aosdána.
Zijn muzikale stijl is zowel beïnvloed door de Europese avant-garde alsook door de Ierse traditionele muziek. Het eerste belangrijke werk was zijn Music, voor strijkers die op 10 december 1952 in première ging. Hij schreef vijf symfonieën voor orkest, twee symfonieën voor kamerorkest, en talrijke orkest-, koraal- en vocalwerken alsook kamermuziek.
Bodley overleed op 90-jarige leeftijd.

## Composities

### Werken voor orkest

#### Symfonieën
- 1958-1959 Symfonie nr. 1
- 1964 Kamersymfonie nr. 1
- 1980 I Have Loved the Lands of Ireland: Symfonie nr. 2 (gecomponeerd in memoriam Pádraig Pearse)
- 1980 Ceol: Symfonie nr. 3, voor sopraan solo, mezzosopraan solo, tenor solo, bas solo, gemengd koor, semikoor, kinderkoor, spreker, en orkest – tekst: Brendan Kennelly
- 1982 Kamersymfonie nr. 2
- 1990-1991 Symfonie nr. 4
- 1991 Symfonie nr. 5

#### Andere werken voor orkest
- 1952 Music, voor strijkers
- 1955-1956 Movement, voor orkest
- 1957 Salve Maria Virgo, voor orkest
- 1961 Divertimento, voor strijkers
- 1967 Configurations, voor orkest
- 1975 A Small White Cloud Drifts over Ireland, voor orkest
- 1983 Celebration Music, voor 3 trompetten en strijkers
- 1999 Sinfonietta, voor orkest
- 2004 Metamorphoses on the name Schumann, voor orkest

### Missen en andere kerkmuziek
- 1976 Mass of Peace, voor unisono koor en orgel
- 1977-1981 Three Congregational Masses, voor contratenor, unisono koor en orgel
- 1978 The 'O' Antiphons, voor gemengd koor en orgel
- 1979 Mass of Joy, voor contratenor, unisono koor en orgel
- 1984 A Concert Mass, voor sopraan solo, mezzosopraan solo, tenor solo, bas solo, gemengd koor en orkest – tekst: van de componist

### Werken voor koor
- 1954 Cúl an Tí, voor gemengd koor – tekst: O Ríordáin
- 1956 An Bhliain Lán, voor tenor solo en gemengd koor
- 1960 Cuirfimid Deaindí Deaindí, voor vrouwenkoor (SSA)
- 1960 Caoineadh na dTrí Muire, voor vrouwenkoor (SSA)
- 1960 An Teicheadh go hÉigipt, voor vrouwenkoor (SSA)
- 1960 An Bás is an Bheatha, voor gemengd koor – tekst: Anoniem
- 1962 Trí Aortha, voor gemengd koor – tekst: Anoniem
- 1977 A Chill Wind, voor gemengd koor – tekst: Brendan Kennelly
- 1979 The Radiant Moment, voor gemengd koor – tekst: Thomas MacGreevy
- I will walk with my love, voor gemengd koor
- An Dreóilín, voor vrouwenkoor (SSAA)

### Vocale muziek
- 1950 O Mistress Mine, voor bariton en piano – tekst: William Shakespeare
- 1950 A Cradle Song, voor sopraan en piano – tekst: William Butler Yeats
- 1953 The Fairies, voor bariton en piano – tekst: William Allingham
- 1953 Stróll, voor bariton en piano – tekst: Gogan
- 1953 Paidir (1), voor bariton en piano – tekst: O Ríordáin
- 1953 Paidir (2), voor bariton en piano – tekst: O Néill
- 1953 Ná Déan Gáire, voor bariton en piano – tekst: O Néill
- 1953 Do Bhádhasa Uair, voor bariton en piano – tekst: Anoniem, vertaald: Ó Súilleabháin
- 1953 Deire Fomhair, voor bariton en piano – tekst: O Néill
- 1953 Cré, voor bariton en piano – tekst: Anoniem
- 1953 A Drinking Song, voor bariton en piano – tekst: William Butler Yeats
- 1965 Never to have lived is best, voor sopraan solo en orkest – tekst: William Butler Yeats
- 1969 Ariel's Songs, voor sopraan en piano – tekst: William Shakespeare
- 1971 Meditations on Lines from Patrick Kavanagh, voor alt solo en orkest – tekst: Patrick Kavanagh
- 1978 A Girl, zangcyclus voor sopraan en piano – tekst: Brendan Kennelly
- 1985 A Passionate Love, voor mezzosopraan en piano
- 1986 Canal Bank Walk, voor mezzosopraan en piano – tekst: Patrick Kavanagh
- 1987 The Naked Flame, voor middenstem en piano – tekst: Mícheál Ó Siadhail
- 1988 Upon My Lap My Sovereign Sits, voor mezzosopraan en Ierse harp
- 1988 The Enniscorthy Christmas Carol, voor mezzosopraan en Ierse harp
- 1988 Suantraí na Maighdine, voor mezzosopraan en Ierse harp
- 1988 Song for Jerusalem, voor mezzosopraan en Ierse harp
- 1988 Let Folly Praise What Fancy Loves, voor mezzosopraan en Ierse harp
- 1988 In Bethlehem City, voor mezzosopraan en Ierse harp
- 1988 Carta Irlandesa, voor middenstem en piano – tekst: González-Guerrero
- 1988 Bí 'Íosa im Chroíse, voor mezzosopraan en Ierse harp
- 1988 Ar Éireann ní neosfainn Cé hÍ, voor mezzosopraan en Ierse harp
- 1988 A Carol for Twelfth Day, voor mezzosopraan en Ierse harp
- 1988 A Carol for Christams Day, voor mezzosopraan en Ierse harp
- 1995 By the Margin of the Great Deep, voor middenstem en piano – tekst: George William Russell
- 1996 Fraw Musica, voor mezzosopraan, gemengd koor, dwarsfluit, fagot, strijkers en orgel
- 1996 Fraw Musica, voor mezzosopraan en piano
- 1997 Pax Bellumque, voor sopraan solo, dwarsfluit, klarinet, viool en piano – tekst: Wilfred Owen en Thomas MacGreevy
- 1997 Look to this Day!, voor zangstem en piano
- 1999-2000 Earlsfort Suite, voor sopraan en piano – tekst: Micheal O’Siadhail
- 2003 Wandrers Nachtlied, voor mezzosopraan en piano – tekst: Johann Wolfgang von Goethe
- 2004 Mignon and the Harper, voor sopraan, bariton en piano
- 2006 Squall, voor sopraan en piano

### Kamermuziek
- 1958 Sonata, voor viool en piano
- 1960 Gogaí-ó-Gaog, voor althobo en piano
- 1968 Stijkkwartet nr. 1
- 1973 September Preludes, voor dwarsfluit en piano
- 1978 From Ireland's Past, voor hobo, hoorn, 2 trompetten, trombone, tuba, 2 violen, altviool en cello
- 1981 James Joyce Film Music, voor dwarsfluit, trombone, cornet, 2 violen, altviool, cello en piano
- 1983 Celebration Music, voor 3 trompetten, 2 violen, altviool en cello
- 1986 Trio, voor dwarsfluit, viool en piano
- 1987 The Fiddler, voor spreker, viool, altviool, cello + opt. gemengd koor en slagwerk
- 1989 Phantasms, voor dwarsfluit, klarinet, harp en cello
- 1992 Strijkkwartet nr. 2
- 1995 Ceremonial Music, voor 2 trompetten, hoorn, trombone en tuba
- 2004 Strijkkwartet nr. 3
- 2007 Strijkkwartet nr. 4

### Werken voor piano
- 1954 Four Little Pieces
- 1963 Prelude, Toccata and Epilogue
- 1972 The Narrow Road to the Deep North, voor twee piano's
- 1976 The Tightrope Walker Presents a Rose
- 1977 Aislingí
- 1999 News from Donabate
- 1999 Chiaroscuro
- 2000 In Quiet Celebration...
- 2002 An Exchange of Letters

### Werken voor harp
- 1968 Scintillae, voor twee Ierse harpen

### Werken voor gitaar
- 2006 Islands

### Filmmuziek
- The Palatine's Daughter voor de Ierse televisieserie "The Riordans"
- Caught in a Free State, televisieserie